# Västra Bodane lanthandel
Västra Bodane lanthandel är en lanthandel i Frändefors socken i Vänersborgs kommun. Byggnaderna, som uppfördes på 1880-talet, är byggnadsminne sedan den 19 juni 1978.

## Historia
Den förste handlaren var Johan Hallsten Andersson, som år 1868 började uppföra den byggnad, som senare blev bostadsdelen för handelsboden. Affärslokalen var 3 x 3 meter och blev för liten, varför en ny affärslokal kom att byggas till på 1880-talet. Den nya affärslokalen var 7 x 4,5 meter och hade en fast inredning. Johan Hallsten Andersson kom att inneha affären fram till år 1901, då han blev tvungen att sälja fastigheten på grund av dåliga virkesaffärer. Under åren 1902–1908 drevs handelsboden av olika personer, men år 1908 köptes den av C H Larsson, som drev den fram till år 1948. Den kom att stanna i familjen i totalt 68 år, fram till år 1976, då hans dotter Annie sålde den. Hon kom dock att driva affären till och med maj 1977.
Handelsboden i Västra Bodane var inspelningsplats för några scener i tv-serien Mor gifter sig efter Moa Martinsons roman med samma namn, åren 1978–1979.

## Beskrivning
Lanthandeln i Västra Bodane består av två hus, sammanbyggda i vinkel och uppförda på 1880-talet. Den ena byggnaden i två våningar, inrymmer lanthandel med inredning från byggnadstiden. Den andra byggnaden, i en och en halv våning, är bostadshus. Byggnaderna är uppförda av timmer och klädda med grönmålad locklistpanel under sadeltak. Bostadshuset har en förstukvist med lövsågeriarbeten. Husen är internt förenade med varandra. Lanthandeln–bostadshuset har kvar sin ursprungliga funktion, men handelsboden är numera öppen endast sommartid.
Mittemot lanthandeln mot söder står på andra sidan vägen en magasinsbyggnad som fungerat som lanthandelns varulager. Det är en envånig stolpverksbyggnad klädd med faluröd locklistpanel under sadeltak täckt med enkupigt tegel.
Byggnaden med lanthandeln är byggd i vinkel med bostadshuset mot öster. Gaveln mot söder utgör husets framsida med en veranda i snickarglädjestil med valmat skiffertak framför entrén till butiken. Även vindskivor är dekorativt lövsågade i nederkant. Fönstrens form är ovanliga för ett trähus, på bottenvåningens långsida mot väster är de av korsposttyp, men är stickbågeformade upptill. Gavlarna har på andra våningen ett tredelat fönster där mittbågen är högre än de andra, varje del har en separat övre luft.
På bottenvåningen finns en autentiskt bibehållen butiksmiljö med disk och hyllinredning sedan tiden då huset uppfördes på 1880-talet.
Bostadshuset är ett typiskt trähus från 1880-talet med en och en halv våning och sexdelad plan. Fasaderna är utförda i locklistpanel i ljust pastellgrön kulör och huset är försett med skiffertäckt sadeltak med takkupa. Det har en veranda med valmat skiffertak mot söder. Veranda och vindskivor har lövsågade dekorationer i snickarglädjestil.
Öster om bostadshuset står den så kallade "Lillstugan". Lillstugan är en komplementbyggnad med flera funktioner. Mot norr har den en tillbyggnad av stolpverk med pulpettak för avträde och eventuell vedbod. Lillstugans norra del är en källarbyggnad ovan mark murad av naturligt formade eller grovt tillhuggna granitblock. Fasaden är idag endast fogstruken och inte putsad. Övriga byggnaden är en liggtimmerbyggnad med inslag av stående timmer mellan exempelvis fönstren, samt gavelrösten i stolpkonstruktion. Samtliga fasader utom den murade delen är klädda med faluröd locklistpanel. Lillstugan har sadeltak täckt med takpapp. Bottenvåningens fönster har sex rutor fördelade på två bågar, övervåningens liggande fönster samt källarens smala stående enluftsfönster har krysspröjs. Fönsterfoder är vita med korslagda hörn. Ytterdörren är försedd med en liten brokvist under tegeltäckt tak. Källaren har separat ingång med brädklädd pardörr i marknivå.
Lillstugans södra del består av en bryggstuga- och bagarstuga med spiskomplex på bottenvåningen, källaren består av ett rum vars innertak utgörs av mellanbjälklagets brädklädda undersida. På övervåningen finns en inredd vindskammare med rörspis, samt en oinredd torkvind.